# Gertrud Lockmann
Gertrud Lockmann, geborene Buschow, (* 29. April 1895 in Hamburg; † 10. September 1962 ebenda) war eine deutsche SPD-Politikerin.

## Leben und Politik
Gertrude Lockmann verlor früh ihre Mutter und machte nach ihrem Abschluss an einer Hamburger Volksschule eine Ausbildung als Buchhalterin und Steuergehilfin. 1912 wurde sie Mitglied in der SPD. In der Partei nahm sie nach Fortbildungsmaßnahmen an der Volkshochschule und dem Arbeiterbildungswesen politische Funktionen wahr. Sie war unter anderem von 1926 bis 1929 SPD-Bezirksführerin in Hamburg-Uhlenhorst. In dieser Zeit lernte sie ihren Mann kennen, ebenfalls ein Sozialdemokrat. Die Ehe mit dem Behördenangestellten wurde Ende der 1930er Jahre geschieden. 
1929 zogen sie gemeinsam mit ihrer Tochter nach Goslar und arbeiteten als Leitung des Genesungsheims der Betriebskrankenkasse für staatliche Angestellte. Auch in Goslar war Lockmann in der Sozialdemokratischen Partei aktiv. Sie brachte es zur zweiten Vorsitzenden der Partei und zur Referentin für den Kreis Hildesheim. Sie war gegen die parteiinterne Linie zum Kampf gegen den Nationalsozialismus und wechselte im Oktober 1931 zur Sozialistischen Arbeiterpartei (SAPD).
Während der NS-Zeit war Lockmann im Widerstand gegen den Nationalsozialismus aktiv. Sie verlor wegen ihrer politischen Tätigkeit ihre Anstellung und versteckte sich für ein Jahr vor der Gestapo. In dieser Zeit bekam sie Kontakt zur Widerstandsgruppe Bästlein-Jacob-Abshagen, der bis 1945 nicht abbrach. Sie verteilte illegales Informationsmaterial an weitere Sozialdemokraten.
1936 fand sie wieder eine Anstellung in dem Büro der Gaststättenbetriebe von Planten un Blomen. 1941 machte sie sich als „Helferin in Steuersachen“ selbständig.
Nach dem Zweiten Weltkrieg wurde sie sofort wieder politisch aktiv. Ab 1946 wirkte sie im Vorstand der wiedergegründeten Landesorganisation der SPD mit. Zudem war sie vom Oktober 1946 bis 1950 in den ersten beiden Wahlperioden Hamburger Bürgerschaftsabgeordnete.

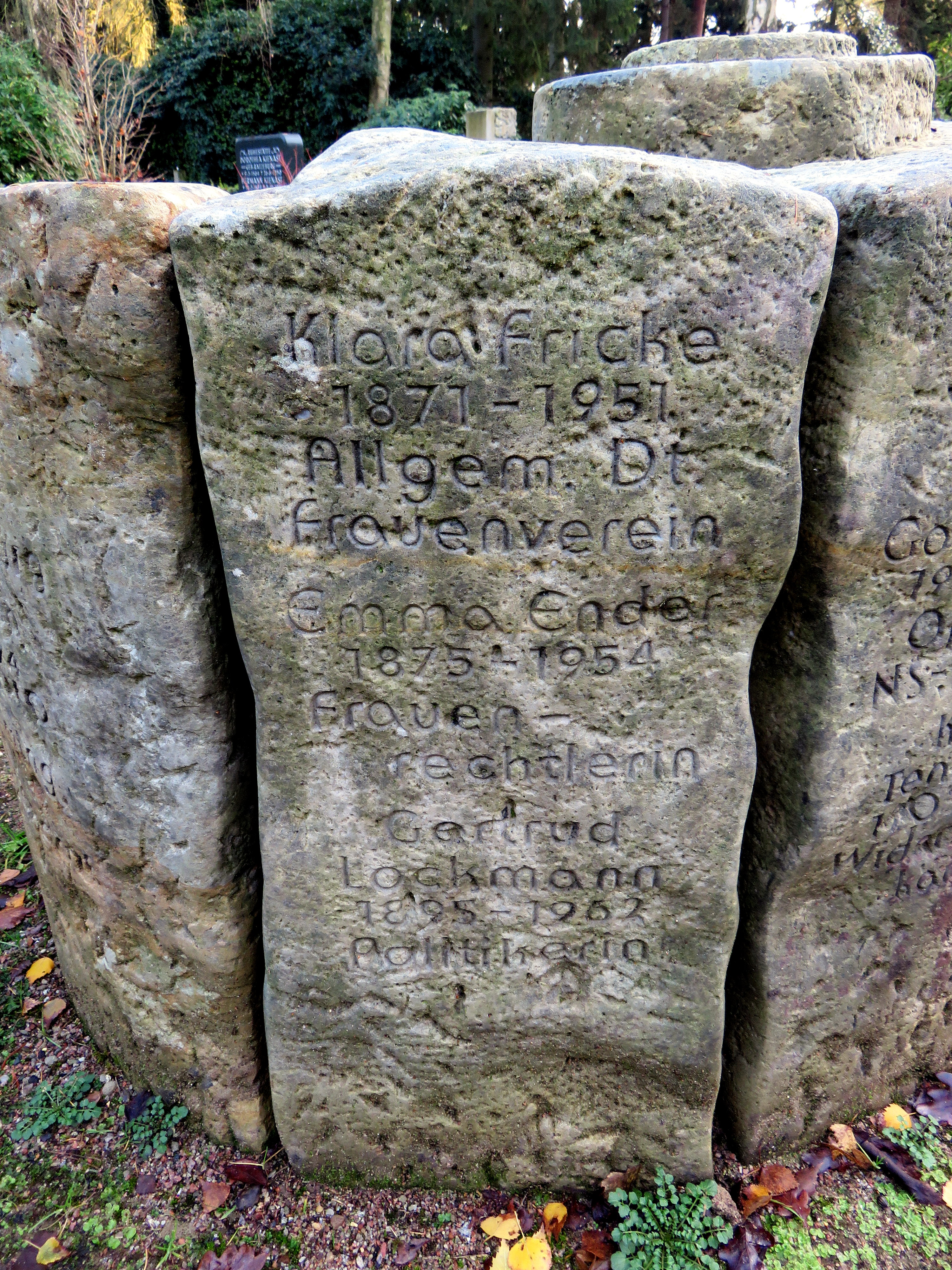
Stein mit Lockmanns Namen in Erinnerungsspirale im Garten der Frauen auf dem Friedhof Ohlsdorf

Danach wurde sie am 28. November 1950 Mitglied des Deutschen Bundestages, als sie für den verstorbenen Erich Klabunde nachrückte, und wurde 1953 wiedergewählt. 1957 schied sie aus dem Bonner Parlament aus.
Nach ihrer Tätigkeit in der Bundespolitik war Lockmann in der 4. Wahlperiode von 1957 bis 1961 noch einmal Mitglied der Hamburgischen Bürgerschaft.
Ihr zum Gedenken befindet sich ihr Name zusammen mit denen von Klara Fricke und Emma Ender auf dem dritten Stein der Erinnerungsspirale im Garten der Frauen, Friedhof Ohlsdorf – Hamburg.